# Frauenbergkirche (Stein)

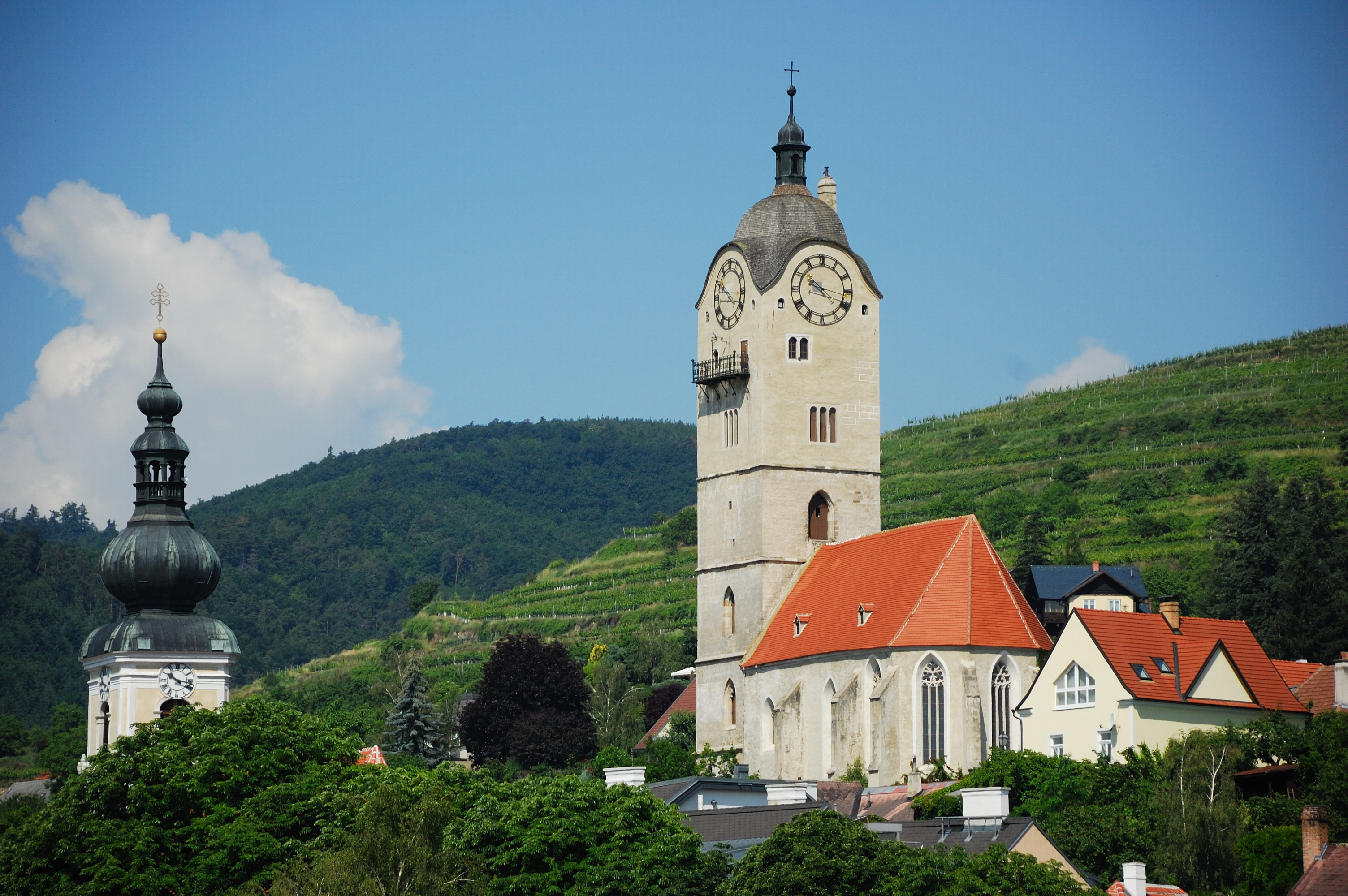
Südostansicht der Frauenbergkirche

Die Frauenbergkirche Mariae Himmelfahrt in Stein an der Donau, einem Stadtteil von Krems an der Donau, ist eine ehemalige Kirche und seit Mitte der 1960er Jahre eine Gedenkstätte der Gefallenen beider Weltkriege. Sie wurde im 14. Jahrhundert auf einer Felsterrasse oberhalb der Pfarrkirche St. Nikolaus errichtet und ist mit dieser durch die steile Frauenbergstiege verbunden. Der Turm, im Volksmund als Alter Michl bezeichnet, prägt das Ortsbild von Stein.

## Beschreibung
Die Frauenbergkirche ist eine gotische Saalkirche mit einem weithin sichtbaren mächtigen quadratischen Turm mit kuppeliger Dachhaube; das unwesentlich breitere und eher niedrige Langhaus ist ostseitig an den Turm angebaut. Im obersten Geschoß des Turmes befindet sich eine Wohnung für den Feuerwächter, die bis 1970 genutzt wurde. Auf der Nordseite des Kuppeldaches ist noch der Kamin dieser Wohnung zu sehen und südseitig der Balkon.
An der Langhausnordwand sind Reste einer Wandmalerei aus dem 3. Viertel des 14. Jahrhunderts erhalten, die die Anbetung durch die heiligen Drei Könige darstellen. Das Ehrenmal für die Gefallenen schuf der Bildhauer Johann Kröll.
Die Bürgerglocke mit einem Durchmesser von 1,23 Metern und einem Gewicht von 3,4 Tonnen wurde 1782 von der Wiener Glockengießerei Johann Caspar Hofbauer Combany gegossen. Im Zuge des Zweiten Weltkrieges wurde sie zur Einschmelzung abgehängt. 1946 fand man sie jedoch unversehrt auf und sie wurde anschließend wieder im Turm aufgehängt.

## Geschichte
Die Frauenbergkirche ist ein Nachfolgebau der Michaelskirche, die sich an derselben Stelle befand und urkundlich erstmals 1081 aufscheint. Die Errichtung erfolgte um 1380 und 1401 wurde sie erstmals urkundlich erwähnt. Im Zuge der Josephinischen Reformen wurde die Kirche in der zweiten Hälfte des 18. Jahrhunderts entweiht. Später erwarb Johann Winter das Gebäude, setzte es instand und übergab es der Stadt.

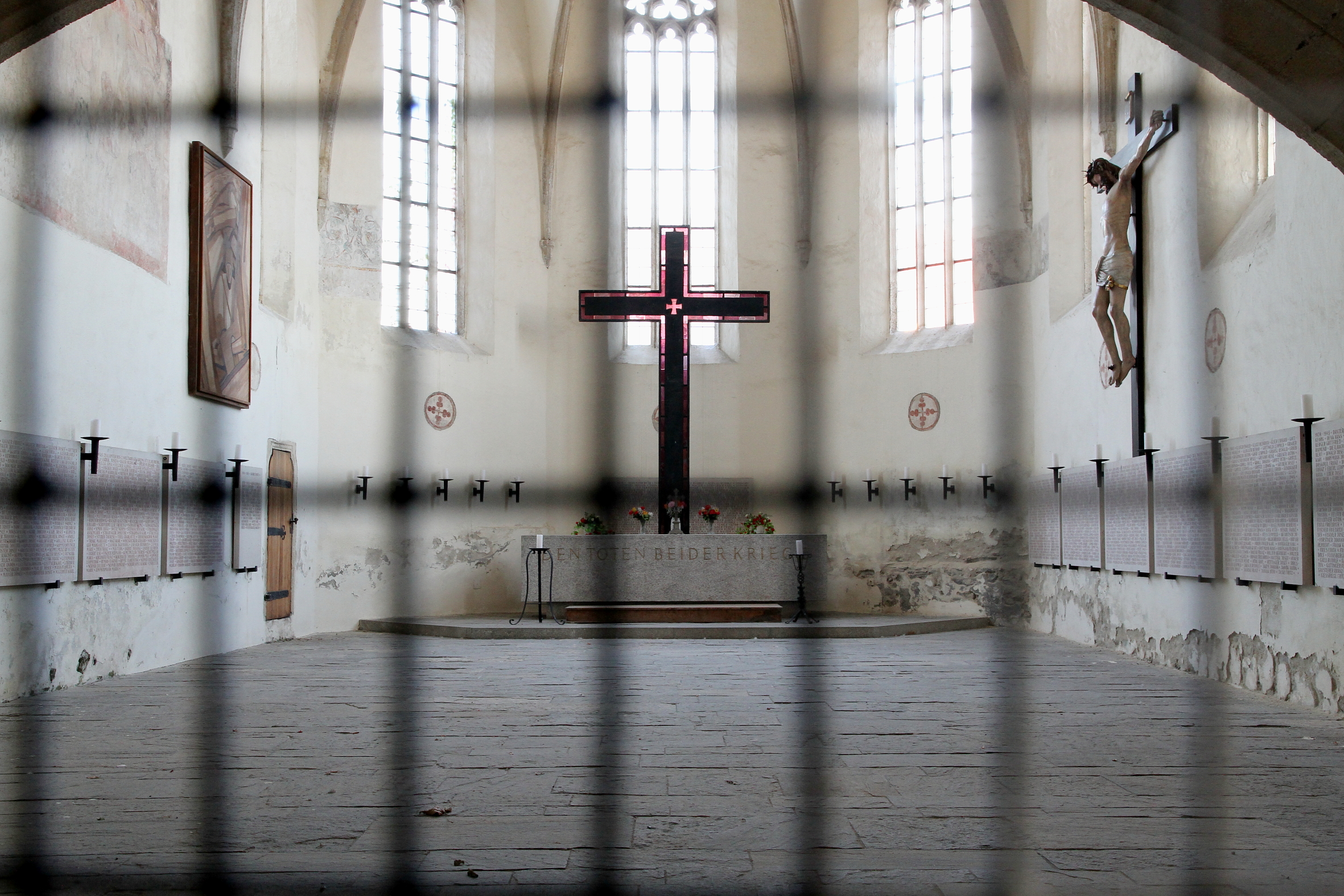
Die vom Bildhauer Johann Kröll gestaltete Gedenkstätte der Gefallenen beider Weltkriege in der säkularisierten Frauenbergkirche

1962 wurde der 1704 errichtete Hochaltar in die Pfarrkirche von Ottenthal übertragen und von 1963 bis 1965 erfolgte eine Restaurierung des Gebäudes sowie eine Umgestaltung zu einer Gedächtnisstätte der Gefallenen der beiden Weltkriege. Bei der Restaurierung wurden auch Grabungen vorgenommen, bei denen man auf Reste eines älteren Altarfundaments stieß, welches der romanischen Michaelskirche zuzuordnen ist. In einer Tiefe von 2,4 Metern wurde zudem eine Kulturschicht (Mörtel-Bruchsteinfußboden) freigelegt, die wahrscheinlich aus der Römerzeit stammt.